# División de Honor Juvenil de España 2014-15
La temporada 2014-15 fue la 29.ª edición de la División de Honor Juvenil de España. El torneo juvenil se disputó entre el 30 de agosto de 2014 y el 19 de abril de 2015.

## Sistema de competición
Al igual que en las temporadas anteriores, forman parte del campeonato 114 equipos repartidos, por criterios de proximidad geográfica, en siete grupos de 16 equipos cada uno (expecto el Grupo IV constituido por 18 equipos), del siguiente modo:
- Grupo I: Asturias, Cantabria y Galicia
- Grupo II: Aragón, País Vasco, La Rioja y Navarra
- Grupo III: Aragón, Baleares, Cataluña
- Grupo IV: Andalucía, Ceuta y Melilla
- Grupo V: Castilla y León, Comunidad de Madrid y Extremadura
- Grupo VI: Islas Canarias
- Grupo VII: Castilla-La Mancha, Comunidad de Madrid, Comunidad Valenciana y Región de Murcia

Siguiendo un sistema de liga, los equipos de cada grupo se enfrentaron todos contra todos en dos ocasiones, en campo propio y contrario. El ganador de un partido obtiene tres puntos mientras que el perdedor suma ninguno, y en caso de un empate cada equipo consigue un punto.
Al término de la temporada (jugadas las 30-34 jornadas) el equipo que más puntos sumó en cada grupo se proclamará campeón de Liga, y obtendrá un puesto para disputar, junto con el mejor subcampeón (quien tenga más puntos  entre todos los grupos), la Copa de Campeones de División de Honor Juvenil.
Así mismo, los siete campeones y subcampeones de todos los grupos, junto con los dos terceros mejor clasificados, disputarán al finalizar la temporada, la Copa del Rey 2015.
Por su parte, los cuatro últimos clasificados de cada grupo serán descendidos a la Liga Nacional Juvenil 2015-16.

### La categoría juvenil
El reglamento de la Real Federación Española de Fútbol establece que la licencia de futbolista juvenil corresponde a los que cumplan diecisiete años a partir del primero de enero de la temporada de que se trate, hasta la finalización de la temporada en que cumplan los diecinueve.

## Clasificaciones de la División de Honor

### Grupo I
|     | Equipos             | PJ | G  | E | P  | GF | GC | Dif | Pts |
| --- | ------------------- | -- | -- | - | -- | -- | -- | --- | --- |
| 1.  | R. C. Celta de Vigo | 30 | 23 | 4 | 3  | 88 | 19 | +69 | 73  |
| 2.  | Deportivo La Coruña | 30 | 20 | 4 | 6  | 76 | 37 | +39 | 64  |
| 3.  | Racing de Santander | 30 | 17 | 7 | 6  | 71 | 36 | +35 | 58  |
| 4.  | Real Oviedo         | 30 | 17 | 3 | 10 | 66 | 52 | +14 | 54  |
| 5.  | E. D. Val Miñor     | 30 | 13 | 5 | 12 | 44 | 43 | +1  | 44  |
| 6.  | Sporting de Gijón   | 30 | 12 | 7 | 11 | 63 | 44 | +19 | 43  |
| 7.  | Pabellón Ourense    | 30 | 12 | 7 | 11 | 40 | 42 | -2  | 43  |
| 8.  | C. D. Tropezón      | 30 | 11 | 9 | 10 | 37 | 40 | -3  | 42  |
| 9.  | Llano 2.000         | 30 | 10 | 9 | 11 | 28 | 40 | -12 | 39  |
| 10. | Atlético Perines    | 30 | 10 | 8 | 12 | 38 | 45 | -7  | 38  |
| 11. | Alondras C. F.      | 30 | 10 | 6 | 14 | 42 | 66 | -24 | 36  |
| 12. | C. D. Lugo          | 30 | 10 | 6 | 14 | 35 | 50 | -15 | 36  |
| 13. | Porriño Industrial  | 30 | 10 | 5 | 15 | 45 | 59 | -14 | 35  |
| 14. | Pontevedra C. F.    | 30 | 8  | 7 | 15 | 48 | 69 | -21 | 31  |
| 15. | Veriña C. F.        | 30 | 7  | 1 | 22 | 36 | 67 | -31 | 22  |
| 16. | Astur C. F.         | 30 | 3  | 6 | 21 | 28 | 76 | -48 | 15  |

|  | Clasificado para la Copa de Campeones y la Copa del Rey 2015 |
|  | Clasificado para la Copa del Rey 2015                        |
|  | Desciende a la Liga Nacional Juvenil 2015-16                 |

### Grupo II
|     | Equipos           | PJ | G  | E  | P  | GF | GC | Dif | Pts |
| --- | ----------------- | -- | -- | -- | -- | -- | -- | --- | --- |
| 1.  | Real Sociedad     | 30 | 22 | 2  | 6  | 67 | 27 | +40 | 68  |
| 2.  | Athletic Club     | 30 | 21 | 2  | 7  | 63 | 30 | +33 | 65  |
| 3.  | C. A. Osasuna     | 30 | 16 | 11 | 3  | 56 | 24 | +32 | 59  |
| 4.  | Danok Bat C. F.   | 30 | 17 | 7  | 6  | 52 | 26 | +26 | 58  |
| 5.  | Antiguoko K. E.   | 30 | 15 | 6  | 9  | 51 | 37 | +14 | 51  |
| 6.  | Deportivo Alavés  | 30 | 11 | 9  | 10 | 50 | 48 | +2  | 42  |
| 7.  | Barakaldo C. F.   | 30 | 11 | 5  | 14 | 42 | 54 | -12 | 38  |
| 8.  | A. D. San Juan    | 30 | 11 | 5  | 14 | 32 | 40 | -8  | 38  |
| 9.  | S. D. Eibar       | 30 | 10 | 6  | 14 | 36 | 37 | -1  | 36  |
| 10. | U. D. C. Txantrea | 30 | 9  | 6  | 15 | 35 | 51 | -16 | 33  |
| 11. | C. D. Numancia    | 30 | 9  | 6  | 15 | 26 | 45 | -19 | 33  |
| 12. | Indartsu Club     | 30 | 7  | 11 | 12 | 36 | 44 | -8  | 32  |
| 13. | U. D. Logroñés    | 30 | 7  | 10 | 13 | 33 | 45 | -12 | 31  |
| 14. | Valvanera C. D.   | 30 | 7  | 8  | 15 | 23 | 50 | -27 | 29  |
| 15. | Arenas Club       | 30 | 7  | 6  | 17 | 35 | 54 | -19 | 27  |
| 16. | C. D. Amigó       | 30 | 7  | 6  | 17 | 33 | 58 | -25 | 27  |

|  | Clasificado para la Copa de Campeones y la Copa del Rey 2015 |
|  | Clasificado para la Copa del Rey 2015                        |
|  | Desciende a la Liga Nacional Juvenil 2015-16                 |

### Grupo III
|     | Equipos                | PJ | G  | E  | P  | GF | GC | Dif | Pts |
| --- | ---------------------- | -- | -- | -- | -- | -- | -- | --- | --- |
| 1.  | R. C. D. Español       | 30 | 23 | 5  | 2  | 66 | 10 | +56 | 74  |
| 2.  | C. F. Damm             | 30 | 19 | 7  | 4  | 52 | 16 | +36 | 64  |
| 3.  | R. C. D. Mallorca      | 30 | 17 | 8  | 5  | 53 | 16 | +37 | 59  |
| 4.  | F. C. Barcelona        | 30 | 16 | 8  | 6  | 49 | 25 | +24 | 56  |
| 5.  | C. E. Manacor          | 30 | 13 | 8  | 9  | 43 | 37 | +6  | 47  |
| 6.  | Gimnàstic de Tarragona | 30 | 12 | 9  | 9  | 33 | 31 | +2  | 45  |
| 7.  | U. E. Cornellà         | 30 | 13 | 6  | 11 | 38 | 36 | +2  | 45  |
| 8.  | Real Zaragoza          | 30 | 11 | 6  | 13 | 43 | 40 | +3  | 39  |
| 9.  | Atlético Baleares      | 30 | 9  | 10 | 11 | 31 | 36 | -5  | 37  |
| 10. | C. D. San Francisco    | 30 | 9  | 10 | 11 | 38 | 46 | -8  | 37  |
| 11. | Stadium Casablanca     | 30 | 9  | 7  | 14 | 33 | 52 | -19 | 34  |
| 12. | Club Lleida Esportiu   | 30 | 9  | 5  | 16 | 30 | 45 | -15 | 32  |
| 13. | C. F. Badalona         | 30 | 8  | 6  | 16 | 35 | 49 | -14 | 30  |
| 14. | Jàbac-Terrassa         | 30 | 5  | 9  | 16 | 34 | 52 | -18 | 24  |
| 15. | C. E. Mercantil        | 30 | 3  | 9  | 18 | 32 | 74 | -42 | 18  |
| 16. | S. D. Huesca           | 30 | 3  | 9  | 18 | 19 | 64 | -45 | 18  |

|  | Clasificado para la Copa de Campeones y la Copa del Rey 2015 |
|  | Clasificado para la Copa del Rey 2015                        |
|  | Desciende a la Liga Nacional Juvenil 2015-16                 |

### Grupo IV
|     | Equipos               | PJ | G  | E  | P  | GF | GC  | Dif  | Pts |
| --- | --------------------- | -- | -- | -- | -- | -- | --- | ---- | --- |
| 1.  | Málaga C. F.          | 34 | 24 | 6  | 4  | 89 | 22  | +67  | 78  |
| 2.  | Sevilla F. C.         | 34 | 20 | 11 | 3  | 79 | 14  | +65  | 71  |
| 3.  | Cádiz C. F.           | 34 | 21 | 6  | 7  | 90 | 41  | +49  | 69  |
| 4.  | Real Betis            | 34 | 19 | 10 | 5  | 92 | 35  | +57  | 67  |
| 5.  | U. D. Almería         | 34 | 19 | 7  | 8  | 79 | 50  | +29  | 64  |
| 6.  | Recreativo de Huelva  | 34 | 20 | 3  | 11 | 55 | 28  | +27  | 63  |
| 7.  | Granada C. F.         | 34 | 15 | 11 | 8  | 70 | 44  | +26  | 56  |
| 8.  | A. D. P. Sevilla Este | 34 | 13 | 11 | 10 | 45 | 37  | +8   | 50  |
| 9.  | Séneca C. F.          | 34 | 13 | 7  | 14 | 48 | 57  | -9   | 46  |
| 10. | C. D. Santa Fe        | 34 | 12 | 9  | 13 | 52 | 59  | -7   | 45  |
| 11. | C. D. 26 de Febrero   | 34 | 13 | 6  | 15 | 54 | 54  | 0    | 45  |
| 12. | C. D. San Félix       | 34 | 12 | 9  | 13 | 45 | 42  | +3   | 45  |
| 13. | Puerto Malagueño      | 34 | 11 | 9  | 14 | 51 | 65  | -14  | 42  |
| 14. | U. D. Maracena        | 34 | 8  | 6  | 20 | 37 | 68  | -31  | 30  |
| 15. | Atlético Sanluqueño   | 34 | 6  | 5  | 23 | 40 | 78  | -38  | 23  |
| 16. | Los Molinos C. F.     | 34 | 6  | 4  | 24 | 38 | 83  | -45  | 22  |
| 17. | C. G. Goyu-Ryu        | 34 | 5  | 5  | 24 | 15 | 86  | -71  | 20  |
| 18. | Peña Barcelonista     | 34 | 5  | 3  | 26 | 28 | 144 | -116 | 18  |

|  | Clasificado para la Copa de Campeones y la Copa del Rey 2015 |
|  | Clasificado para la Copa del Rey 2015                        |
|  | Desciende a la Liga Nacional Juvenil 2015-16                 |

### Grupo V
|     | Equipos            | PJ | G  | E | P  | GF | GC | Dif | Pts |
| --- | ------------------ | -- | -- | - | -- | -- | -- | --- | --- |
| 1.  | Rayo Vallecano     | 30 | 25 | 2 | 3  | 78 | 25 | +53 | 77  |
| 2.  | Real Madrid C. F.  | 30 | 24 | 3 | 3  | 99 | 22 | +77 | 75  |
| 3.  | Getafe C. F.       | 30 | 22 | 2 | 6  | 55 | 25 | +30 | 68  |
| 4.  | Atlético de Madrid | 30 | 18 | 4 | 8  | 68 | 45 | +23 | 58  |
| 5.  | C. D. Diocesano    | 30 | 13 | 4 | 13 | 51 | 49 | +2  | 43  |
| 6.  | Real Valladolid    | 30 | 11 | 8 | 11 | 44 | 39 | +5  | 41  |
| 7.  | R. S. D. Alcalá    | 30 | 10 | 8 | 12 | 35 | 46 | -11 | 38  |
| 8.  | C. D. Leganés      | 30 | 10 | 7 | 13 | 38 | 45 | -7  | 37  |
| 9.  | A. D. Alcorcón     | 30 | 10 | 5 | 15 | 45 | 47 | -2  | 35  |
| 10. | Rayo Majadahonda   | 30 | 10 | 5 | 15 | 44 | 64 | -20 | 35  |
| 11. | U. D. C. Sur       | 30 | 9  | 8 | 13 | 43 | 51 | 8   | 35  |
| 12. | Flecha Negra       | 30 | 10 | 5 | 15 | 36 | 58 | -22 | 35  |
| 13. | Unión Adarve       | 30 | 10 | 5 | 15 | 30 | 50 | -20 | 35  |
| 14. | Alcobendas C. F.   | 30 | 7  | 8 | 15 | 39 | 56 | -17 | 29  |
| 15. | Puente Castro      | 30 | 5  | 4 | 21 | 27 | 74 | -47 | 19  |
| 16. | U. P. Plasencia    | 30 | 4  | 6 | 20 | 29 | 65 | -36 | 18  |

|  | Clasificado para la Copa de Campeones y la Copa del Rey 2015 |
|  | Clasificado para la Copa del Rey 2015                        |
|  | Desciende a la Liga Nacional Juvenil 2015-16                 |

### Grupo VI
|     | Equipos           | PJ | G  | E  | P  | GF | GC | Dif | Pts |
| --- | ----------------- | -- | -- | -- | -- | -- | -- | --- | --- |
| 1.  | U. D. Las Palmas  | 30 | 22 | 6  | 2  | 86 | 23 | +63 | 72  |
| 2.  | C. D. Laguna      | 30 | 20 | 7  | 3  | 57 | 28 | +29 | 67  |
| 3.  | C. D. Tenerife    | 30 | 20 | 5  | 5  | 62 | 29 | +33 | 65  |
| 4.  | Arucas C. F.      | 30 | 14 | 6  | 10 | 52 | 44 | +8  | 48  |
| 5.  | Acodetti C. F.    | 30 | 11 | 10 | 9  | 60 | 50 | +10 | 43  |
| 6.  | C. D. Tahíche     | 30 | 11 | 6  | 13 | 32 | 39 | -7  | 39  |
| 7.  | C. D. Sobradillo  | 30 | 8  | 15 | 7  | 48 | 43 | +5  | 39  |
| 8.  | Juventud Laguna   | 30 | 12 | 3  | 15 | 55 | 63 | -8  | 39  |
| 9.  | C. D. Ofra        | 30 | 10 | 4  | 16 | 45 | 60 | -15 | 34  |
| 10. | U. D. Telde       | 30 | 7  | 12 | 11 | 33 | 40 | -7  | 33  |
| 11. | A. D. Huracán     | 30 | 8  | 9  | 13 | 43 | 48 | -5  | 33  |
| 12. | Juventud Marítima | 30 | 8  | 9  | 13 | 40 | 64 | -24 | 33  |
| 13. | R. C. Victoria    | 30 | 10 | 3  | 17 | 47 | 73 | -26 | 33  |
| 14. | U. D. Ibarra      | 30 | 10 | 2  | 18 | 55 | 79 | -24 | 32  |
| 15. | S. D. Tenisca     | 30 | 7  | 9  | 14 | 47 | 58 | -11 | 30  |
| 16. | U. D. Vecindario  | 30 | 8  | 4  | 18 | 42 | 60 | -18 | 28  |

|  | Clasificado para la Copa de Campeones y la Copa del Rey 2015 |
|  | Clasificado para la Copa del Rey 2015                        |
|  | Desciende a la Liga Nacional Juvenil 2015-16                 |

### Grupo VII
|     | Equipos            | PJ | G  | E  | P  | GF | GC | Dif | Pts |
| --- | ------------------ | -- | -- | -- | -- | -- | -- | --- | --- |
| 1.  | Villarreal C. F.   | 30 | 21 | 6  | 3  | 83 | 21 | +62 | 69  |
| 2.  | Valencia C. F.     | 30 | 20 | 8  | 2  | 83 | 25 | +58 | 68  |
| 3.  | Levante U. D.      | 30 | 17 | 8  | 5  | 51 | 24 | +27 | 59  |
| 4.  | Real Murcia C. F.  | 30 | 14 | 8  | 8  | 33 | 26 | +7  | 50  |
| 5.  | Atlético Madrileño | 30 | 12 | 8  | 10 | 39 | 43 | -4  | 44  |
| 6.  | Elche C. F.        | 30 | 10 | 10 | 10 | 42 | 41 | +1  | 40  |
| 7.  | C. D. Roda         | 30 | 11 | 6  | 13 | 47 | 44 | +3  | 39  |
| 8.  | Huracán Valencia   | 30 | 11 | 5  | 14 | 37 | 42 | -5  | 38  |
| 9.  | Cartagena F. C.    | 30 | 11 | 4  | 15 | 39 | 55 | -16 | 37  |
| 10. | Albacete Balompié  | 30 | 9  | 10 | 11 | 35 | 46 | -11 | 37  |
| 11. | A. D. M. Lorquí    | 30 | 10 | 7  | 13 | 49 | 58 | -9  | 37  |
| 12. | Torre Levante      | 30 | 8  | 12 | 10 | 30 | 34 | -4  | 36  |
| 13. | Hércules C. F.     | 30 | 9  | 3  | 18 | 29 | 64 | -35 | 30  |
| 14. | Alboraya U. D.     | 30 | 7  | 8  | 15 | 42 | 55 | -13 | 29  |
| 15. | C. D. Guadalajara  | 30 | 6  | 7  | 17 | 37 | 70 | -33 | 25  |
| 16. | Tavernes Blanques  | 30 | 6  | 6  | 18 | 29 | 57 | -28 | 24  |

|  | Clasificado para la Copa de Campeones y la Copa del Rey 2015 |
|  | Clasificado para la Copa del Rey 2015                        |
|  | Desciende a la Liga Nacional Juvenil 2015-16                 |

## Copa de Campeones 2015
La Copa de Campeones 2015 fue la 21ª edición del campeonato juvenil, la cual se disputó entre el 4 de mayo y el 9 de mayo de 2015, el Estadio Municipal Francisco Bonet ubicado en la localidad granadina de Almuñécar fue el escenario del certamen. Por primera vez en su historia, el Villarreal C. F. se coronó campeón del torneo tras vencer en la final al R. C. D. Español la cual se definió en la prórroga con un marcador de 3 a 2.

### Sistema de competición y equipos
El sistema de competición es a través de la eliminación directa, sin partido para definir un tercer y cuarto lugar, todos los encuentros se jugaron en un mismo campo. El número de participantes se mantuvo en ocho: compuesto por los siete campeones de cada grupo de la División de Honor Juvenil 2014-15, junto al mejor subcampeón entre todos los grupos, el cual en esta ocasión fue el Real Madrid C. F. con 75 puntos. Los equipo fueron los siguientes
| - Real Club Celta de Vigo (Campeón Grupo I) - Real Sociedad de Fútbol (Campeón Grupo II) - Real Club Deportivo Español (Campeón Grupo III) - Málaga Club de Fútbol (Campeón Grupo IV) | - Rayo Vallecano de Madrid (Campeón Grupo V) - Unión Deportiva Las Palmas (Campeón Grupo VI) - Villarreal Club de Fútbol (Campeón Grupo VII) - Real Madrid Club de Fútbol (Subcampeón Grupo V) |

### Cuadro final
|  | Cuartos de final  | Cuartos de final |                  |                   | Semifinales | Semifinales |  |                  | Final                                | Final                                |  |
|  | 4 de mayo         | 4 de mayo        |                  |                   | 6 de mayo   | 6 de mayo   |  |                  | 9 de mayo Francisco Bonet, Almuñécar | 9 de mayo Francisco Bonet, Almuñécar |  |
|  |                   |                  |                  |                   |             |             |  |                  |                                      |                                      |  |
|  |                   |                  |                  |                   |             |             |  |                  |                                      |                                      |  |
|  | Real Madrid C. F. | 3                |                  |                   |             |             |  |                  |                                      |                                      |  |
|  | Real Madrid C. F. | 3                |                  |                   |             |             |  |                  |                                      |                                      |  |
|  | Celta de Vigo     | 1                |                  |                   |             |             |  |                  |                                      |                                      |  |
|  | Celta de Vigo     | 1                |                  | Real Madrid C. F. | 1           |             |  |                  |                                      |                                      |  |
|  |                   |                  |                  | Real Madrid C. F. | 1           |             |  |                  |                                      |                                      |  |
|  |                   |                  | R. C. D. Español | 2                 |             |             |  |                  |                                      |                                      |  |
|  | U. D. Las Palmas  | 0                | R. C. D. Español | 2                 |             |             |  |                  |                                      |                                      |  |
|  | U. D. Las Palmas  | 0                |                  |                   |             |             |  |                  |                                      |                                      |  |
|  | R. C. D. Español  | 5                |                  |                   |             |             |  |                  |                                      |                                      |  |
|  | R. C. D. Español  | 5                |                  |                   |             |             |  | R. C. D. Español | 2                                    |                                      |  |
|  |                   |                  |                  |                   |             |             |  | R. C. D. Español | 2                                    |                                      |  |
|  |                   |                  | Villarreal C. F. | 3                 |             |             |  |                  |                                      |                                      |  |
|  | Málaga C. F.      | 0                | Villarreal C. F. | 3                 |             |             |  |                  |                                      |                                      |  |
|  | Málaga C. F.      | 0                |                  |                   |             |             |  |                  |                                      |                                      |  |
|  | Rayo Vallecano    | 1                |                  |                   |             |             |  |                  |                                      |                                      |  |
|  | Rayo Vallecano    | 1                |                  | Rayo Vallecano    | 0           |             |  |                  |                                      |                                      |  |
|  |                   |                  |                  | Rayo Vallecano    | 0           |             |  |                  |                                      |                                      |  |
|  |                   |                  | Villarreal C. F. | 1                 |             |             |  |                  |                                      |                                      |  |
|  | Villarreal C. F.  | 3                | Villarreal C. F. | 1                 |             |             |  |                  |                                      |                                      |  |
|  | Villarreal C. F.  | 3                |                  |                   |             |             |  |                  |                                      |                                      |  |
|  | Real Sociedad     | 1                |                  |                   |             |             |  |                  |                                      |                                      |  |
|  | Real Sociedad     | 1                |                  |                   |             |             |  |                  |                                      |                                      |  |
|  |                   |                  |                  |                   |             |             |  |                  |                                      |                                      |  |

### Cuartos de final
| Cuartos de final; 4 de mayo de 2015, 10:00 | Real Madrid C. F.                                                                             | 3:1 (1:1) | R. C. Celta de Vigo                                      | Municipal Francisco Bonet, Almuñécar |                              |
|                                            | Mayoral 40', 50' (pen.) · Pérez 53' · Regui 60' · Lienhart 69' · Borja 71' , 90+1' · Moli 80' | Reporte   | Jorge 32' · Yeiko 36', 90' · Rodríguez 38' · Delgado 81' | Árbitro(s): Tauste Fernández         | Árbitro(s): Tauste Fernández |

| Cuartos de final; 4 de mayo de 2015, 12:30 | U. D. Las Palmas                                                       | 0:5 (0:3) | R. C. D. Español                                                     | Municipal Francisco Bonet, Almuñécar |                           |
|                                            | Kirian 38' · Hernández 45' · Martín Gil 56' · Travieso 67' · Magro 78' | Reporte   | Campuzano 22', 57' · Iván 32' · Entrena 42' · López 72' · Gracia 73' | Árbitro(s): Alcoba Montes            | Árbitro(s): Alcoba Montes |

| Cuartos de final; 4 de mayo de 2015, 17:00 | Málaga C. F.          | 0:1 (0:0) | Rayo Vallecano                           | Municipal Francisco Bonet, Almuñécar |                           |
|                                            | Pablo 75' · Ramos 75' | Reporte   | Poblete 64' · Clavería 76' · Pajuelo 89' | Árbitro(s): Ruiz Aguilera            | Árbitro(s): Ruiz Aguilera |

| Cuartos de final; 4 de mayo de 2015, 19:30 | Villarreal C. F.                                                   | 3:1 (1:1) (t. s.) | Real Sociedad                                | Municipal Francisco Bonet, Almuñécar |                              |
|                                            | Mario 38', 119' · Maxi 88' · Mathi 89' · Miguelón 89' · Akale 108' | Reporte           | Calvillo 4' · Zubeldía 14' · Pecharromán 36' | Árbitro(s): Bewernick Galayo         | Árbitro(s): Bewernick Galayo |

### Semifinales
| Semifinales; 6 de mayo de 2015, 17:00 | Real Madrid C. F.                   | 1:2 (1:1) | R. C. D. Español                                             | Municipal Francisco Bonet, Almuñécar |                          |
|                                       | Lazo 35' · Kuscevic 67' · Garci 89' | Reporte   | Gual 44' · Roca 59', 73' · López 70' · Torito 83' · Iago 83' | Árbitro(s): Artacho Cobo             | Árbitro(s): Artacho Cobo |

| Semifinales; 6 de mayo de 2015, 19:30 | Rayo Vallecano                        | 0:1 (0:0) | Villarreal C. F.                | Municipal Francisco Bonet, Almuñécar |                            |
|                                       | Clavería 33' · Nico 65' · Poblete 67' | Reporte   | Maxi 53' · Simón 76' · Pibe 89' | Árbitro(s): Lázaro Bustios           | Árbitro(s): Lázaro Bustios |

### Final
| -          | POR        | Rubén Ualoloc        |      |
| -          | DEF        | Carlos Soria Grau    |      |
| -          | DEF        | Aarón Martín         |      |
| -          | DEF        | Iago Indias          | 113' |
| -          | DEF        | Lluis López          |      |
| -          | MED        | Marc Roca            | 78'  |
| -          | MED        | Óscar Melendo        | 105' |
| -          | MED        | Víctor Campuzano     |      |
| -          | DEL        | Juan Antonio Entrena |      |
| -          | DEL        | Marc Gual            | 63'  |
| -          | DEL        | Iván Écjica          | 68'  |
| Entrenador | Entrenador | David Gallego        |      |

| -          | POR        | Ximo Miralles     |     |
| -          | DEF        | Miguel Llambrich  |     |
| -          | DEF        | Genís Montolio    |     |
| -          | DEF        | Maxi Rosales      |     |
| -          | DEF        | Javier Jiménez    |     |
| -          | MED        | Álvaro Belizón    | 63' |
| -          | MED        | Rodrigo Hernández |     |
| -          | MED        | Iván Orts         | 87' |
| -          | MED        | Alfonso Pedraza   | 86' |
| -          | DEL        | Simón Moreno      | 71' |
| -          | DEL        | Mario González    | 81' |
| Entrenador | Entrenador | Javier Calleja    |     |

| - | DEL | Eric Gracía     | 63'  |
| - | MED | Alejandro López | 68'  |
| - | DEL | Lauren Egea     | 78'  |
| - | MED | Patrick Chico   | 108' |
| - | DEF | Erik Sarmiento  | 113' |

| - | MED | Víctor Moyá       | 63' |
| - | DEL | Jorge Méndez      | 71' |
| - | MED | Mukvvelle Akale   | 81' |
| - | DEL | José Pedro Gil    | 86' |
| - | DEF | Mathias Rodríguez | 87' |

| Anotado | 87'   | Víctor Campuzano | 1-2 |
| Anotado | 90+3' | Eric Gracía      | 2-2 |

| Anotado | 3'   | Mario González    | 0-1 |
| Anotado | 34'  | Genís Montolio    | 0-2 |
| Anotado | 117' | Mathias Rodríguez | 2-3 |

| Amonestado                               | 74'  | Alfonso Pedraza |
| Otorgado · Otorgado otra vez · Expulsado | 111' | Genís Montolio  |

| Árbitro             | Jesús Benjumea Álvarez    |
| Árbitros asistentes | Alejandro Vinuesa Sánchez |
| Árbitros asistentes | Antonio García Sánchez    |
| Cuarto árbitro      | Iván Rodríguez Vázquez    |

| -          | POR        | Rubén Ualoloc        |      |
| -          | DEF        | Carlos Soria Grau    |      |
| -          | DEF        | Aarón Martín         |      |
| -          | DEF        | Iago Indias          | 113' |
| -          | DEF        | Lluis López          |      |
| -          | MED        | Marc Roca            | 78'  |
| -          | MED        | Óscar Melendo        | 105' |
| -          | MED        | Víctor Campuzano     |      |
| -          | DEL        | Juan Antonio Entrena |      |
| -          | DEL        | Marc Gual            | 63'  |
| -          | DEL        | Iván Écjica          | 68'  |
| Entrenador | Entrenador | David Gallego        |      |

| -          | POR        | Ximo Miralles     |     |
| -          | DEF        | Miguel Llambrich  |     |
| -          | DEF        | Genís Montolio    |     |
| -          | DEF        | Maxi Rosales      |     |
| -          | DEF        | Javier Jiménez    |     |
| -          | MED        | Álvaro Belizón    | 63' |
| -          | MED        | Rodrigo Hernández |     |
| -          | MED        | Iván Orts         | 87' |
| -          | MED        | Alfonso Pedraza   | 86' |
| -          | DEL        | Simón Moreno      | 71' |
| -          | DEL        | Mario González    | 81' |
| Entrenador | Entrenador | Javier Calleja    |     |

| - | DEL | Eric Gracía     | 63'  |
| - | MED | Alejandro López | 68'  |
| - | DEL | Lauren Egea     | 78'  |
| - | MED | Patrick Chico   | 108' |
| - | DEF | Erik Sarmiento  | 113' |

| - | MED | Víctor Moyá       | 63' |
| - | DEL | Jorge Méndez      | 71' |
| - | MED | Mukvvelle Akale   | 81' |
| - | DEL | José Pedro Gil    | 86' |
| - | DEF | Mathias Rodríguez | 87' |

| Anotado | 87'   | Víctor Campuzano | 1-2 |
| Anotado | 90+3' | Eric Gracía      | 2-2 |

| Anotado | 3'   | Mario González    | 0-1 |
| Anotado | 34'  | Genís Montolio    | 0-2 |
| Anotado | 117' | Mathias Rodríguez | 2-3 |

| Amonestado                               | 74'  | Alfonso Pedraza |
| Otorgado · Otorgado otra vez · Expulsado | 111' | Genís Montolio  |

| Árbitro             | Jesús Benjumea Álvarez    |
| Árbitros asistentes | Alejandro Vinuesa Sánchez |
| Árbitros asistentes | Antonio García Sánchez    |
| Cuarto árbitro      | Iván Rodríguez Vázquez    |

|                          |
| Campeón Villarreal C. F. |
| 1.º título               |